# レッチワース
レッチワース（Letchworth）は、ロンドン郊外の都市で、エベネザー・ハワード（1850年 - 1928年）が提唱した田園都市（Garden City）の理念に基づいて建設された最初の田園都市（タウン）である。イギリスにおいては最初の近代的な都市計画である。

## 概要
ロンドンに人口が集中し、都市労働者が環境悪化と貧困にあえぐ状況を憂いたハワードは、都市の長所と農村の長所を併せ持つ田園都市=「都市と農村の結婚」を構想し、1898年に『明日－真の改革にいたる平和な道（To-morrow;A Peaceful Path to Real Reform）』を出版、1899年には田園都市協会を設立し、啓蒙活動を行った。さらに1903年には非営利の会社組織として第一田園都市会社 (First Garden City Ltd.) を設立して、事業化に乗り出した。
第一田園都市会社は、ロンドンの北方55kmほどの距離にあるレッチワースの近辺で農地を買収し、都市開発を行った。当初の面積は約1500haであった（後に約1800haに拡大）。レーモンド・アンウィンとバリー・パーカーらが設計を担当し、その美しいデザインとともに、20世紀次々と出現するニュータウンに非常に大きな影響を与えた。当初は農業者向けの120戸の住宅から始まったが、ロンドンと結ぶ鉄道が定期運航になると「町」をなすようになった。
ハワードの理想を追求したレッチワースは、自立した職住近接型の都市として建設されており、日本のニュータウンが、職場がほとんどない住宅だけのベッドタウンであることとは対照的である。計画人口は32000人。中心部の近くに工場が置かれ、駅、商店、娯楽施設、緑地などが計画的に配置された。住宅はゆとりのある敷地に建てられ、庭に建物を建てることは規制されている。田園都市の内部には広い農地を含み、農産物の自給自足も目標になっている。また、農地を住宅地に転用することは禁止されている。田園都市の周囲を緑地帯（グリーンベルト）が取り囲み、農業を育成する場としており、無秩序な拡大（スプロール化）を防ぎいでコミュニティの一体性を保つことが目指されているものの、実情としてはニュータウン施策が優先されている。
第一田園都市会社は土地を所有し、地代収入を基礎として経営に当たっていた（その後公社となり、現在では財団法人）。第二次世界大戦後の法改正により借地人が土地を購入できるようになったため、現在のレッチワースも個人所有の土地が多くなっている。良好な住宅地として有名になり、一時期は開発業者の標的となった。熱心な保存運動を経て、開発を規制し、コミュニティを維持すべく努力が続けられており、今日も開発当初の姿をよく留めている。

## 影響
レッチワースなどの成功はイギリス政府を刺激し、その後政府の手で30以上のニュータウン・コミュニティが建設された。レッチワースに続いて建設されたウェリン・ガーデン・シティは、ニュータウン計画に組み込まれたが、レッチワースはニュータウンとはならずに存続した。
レッチワースなどに体現された田園都市の思想は、日本にも大きな影響を与えており、初期の事例としては渋沢栄一、渋沢秀雄父子らによる田園調布の開発が有名である。大阪千里山で1922（大正11）年に分譲が始まった千里山住宅地は、噴水を囲むロータリーから放射状に道路が広がる洋風の造りなど、レッチワースをモデルに開発された。現在、千里山駅前のメインストリートは「レッチワースロード」と名付けられている。

## 姉妹都市
- シャニィ（Chagny）, フランス
- ヴィッセン, ラインラント＝プファルツ州, ドイツ
- クリスチャンサン, ノルウェー

## 出身人物
- サイモン・ウェスト - 映画監督
- ジェームズ・ラブロック - 科学者、作家